# Olympische Sommerspiele 1968/Leichtathletik – Kugelstoßen (Frauen)
Das Kugelstoßen der Frauen bei den Olympischen Spielen 1968 in Mexiko-Stadt wurde am 20. Oktober 1968 im Estadio Olímpico Universitario ausgetragen. Vierzehn Athletinnen nahmen teil.
Olympiasiegerin wurde Margitta Gummel aus der DDR. Sie gewann mit der neuen Weltrekordweite von 19,61 m vor ihrer Landsfrau Marita Lange und Nadeschda Tschischowa aus der Sowjetunion.
Die Bundesrepublik Deutschland – offiziell Deutschland – wurde durch Marlene Fuchs und Gertrud Schäfer vertreten. Fuchs wurde Siebte, Schäfer Zehnte.

Neben den Medaillengewinnerinnen startete für die DDR – offiziell Ostdeutschland – Renate Garisch-Culmberger, die Platz fünf belegte.

Athletinnen aus der Schweiz, Österreich und Liechtenstein nahmen nicht teil.

## Rekorde

### Bestehende Rekorde

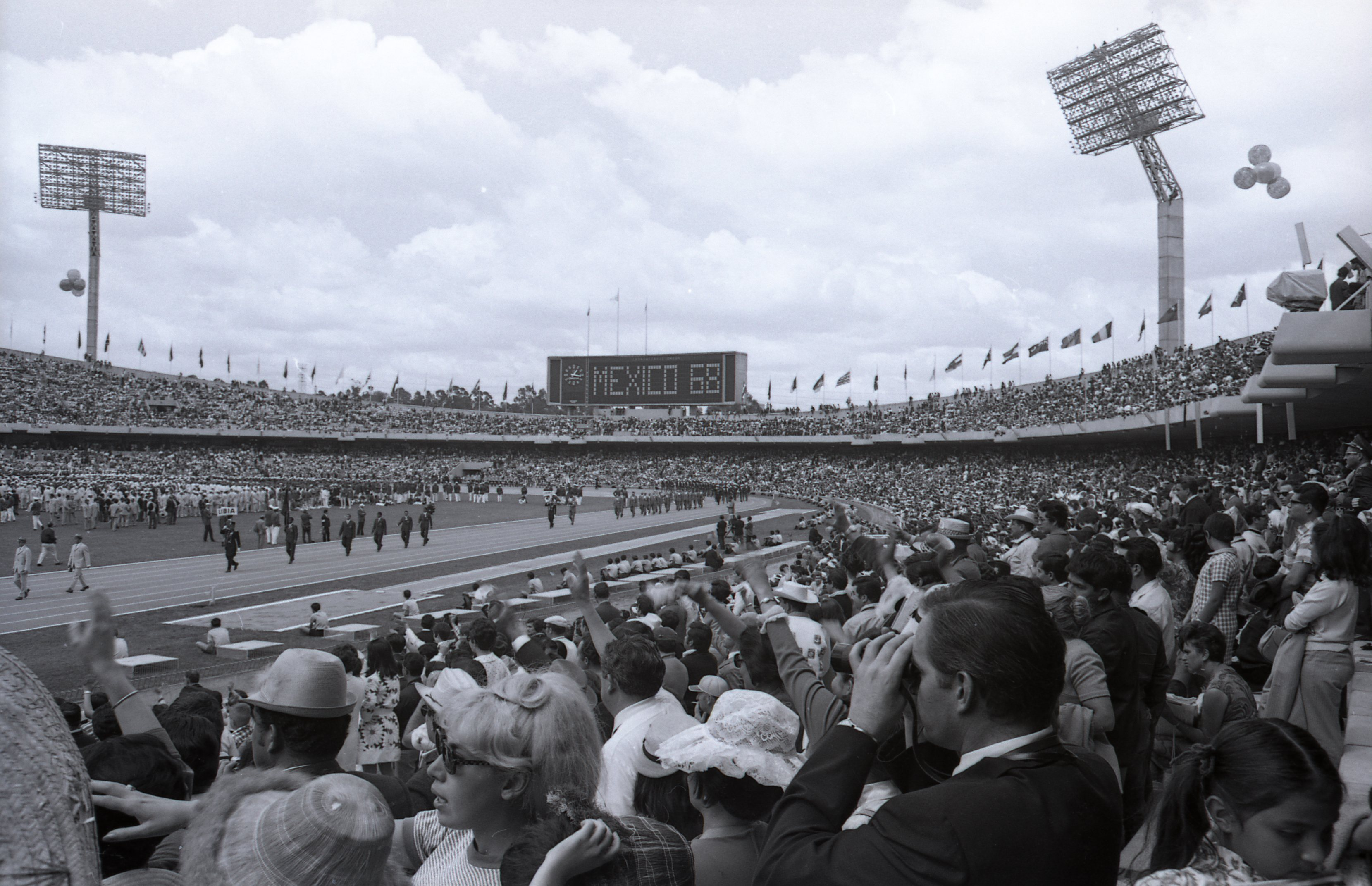
Das Olympiastadion während der Eröffnungsfeier 1968

| Weltrekord         | 18,87 m | Margitta Gummel ( DDR)      | Frankfurt (Oder), DDR (heute Deutschland) | 23. April 1967   |
| Olympischer Rekord | 18,14 m | Tamara Press ( Sowjetunion) | Finale OS Tokio, Japan                    | 20. Oktober 1964 |

### Rekordverbesserungen
Zunächst gab es eine Verbesserung des bestehenden olympischen Rekords, anschließend wurde der Weltrekord zweimal verbessert:
- Olympischer Rekord:
  - 18,78 m – Marita Lange (DDR), Finale am 20. Oktober, erster Versuch
- Weltrekord:
  - 19,07 m – Margitta Gummel (DDR), Finale am 20. Oktober, dritter Versuch
  - 19,61 m – Margitta Gummel (DDR), Finale am 20. Oktober, fünfter Versuch

## Durchführung des Wettbewerbs
Vierzehn Athletinnen traten am 20. Oktober um 14.30 Uhr (Ortszeit Mexiko-Stadt (UTC −6) zum Wettkampf an. Aufgrund der geringen Zahl der Teilnehmerinnen wurde auf eine Qualifikationsrunde verzichtet. Jede Athletin hatte zunächst drei Versuche. Erstmals standen den besten acht – und nicht wie bis 1964 den besten sechs – Sportlerinnen anschließend drei weitere Versuche zu.

## Legende
Kurze Übersicht zur Bedeutung der Symbolik – so üblicherweise auch in sonstigen Veröffentlichungen verwendet:
| x | ungültig |

## Finale
Datum: 20. Oktober 1968, 14.30 Uhr
| Platz | Name                        | Nation         | 1. Versuch | 2. Versuch | 3. Versuch | 4. Versuch                                  | 5. Versuch                                  | 6. Versuch                                  | Endresultat | Anmerkung |
| ----- | --------------------------- | -------------- | ---------- | ---------- | ---------- | ------------------------------------------- | ------------------------------------------- | ------------------------------------------- | ----------- | --------- |
| 1     | Margitta Gummel             | DDR            | 18,53 m    | 17,88 m    | 19,07 m WR | 18,30 m                                     | 19,61 m WR                                  | 18,59 m                                     | 19,61 m     | WR        |
| 2     | Marita Lange                | DDR            | 18,78 m OR | x          | 18,17 m    | 18,47 m                                     | 18,20 m                                     | 18,26 m                                     | 18,78 m     |           |
| 3     | Nadeschda Tschischowa       | Sowjetunion    | 18,19 m    | x          | 18,03 m    | 17,62 m                                     | 17,49 m                                     | 17,26 m                                     | 18,19 m     |           |
| 4     | Judit Bognár                | Ungarn         | 17,14 m    | 17,30 m    | 17,21 m    | 17,78 m                                     | 17,75 m                                     | 16,83 m                                     | 17,78 m     |           |
| 5     | Renate Garisch-Culmberger   | DDR            | 17,67 m    | 17,15 m    | 17,68 m    | 17,49 m                                     | 17,72 m                                     | 17,69 m                                     | 17,72 m     |           |
| 6     | Iwanka Christowa            | Bulgarien      | 16,65 m    | 17,25 m    | 16,85 m    | x                                           | x                                           | 17,20 m                                     | 17,25 m     |           |
| 7     | Marlene Fuchs               | BR Deutschland | 17,11 m    | 16,56 m    | x          | x                                           | x                                           | 16,19 m                                     | 17,11 m     |           |
| 8     | Els van Noorduyn            | Niederlande    | 15,89 m    | 15,71 m    | 14,97 m    | 15,54 m                                     | 16,23 m                                     | 16,10 m                                     | 16,23 m     |           |
|       |                             |                |            |            |            |                                             |                                             |                                             |             |           |
| 9     | Irina Solonzowa-Kudrjawzewa | Sowjetunion    | x          | 15,88 m    | 15,76 m    | nicht im Finale der besten acht Athletinnen | nicht im Finale der besten acht Athletinnen | nicht im Finale der besten acht Athletinnen | 15,88 m     |           |
| 10    | Gertrud Schäfer             | BR Deutschland | 14,70 m    | 15,26 m    | 15,10 m    | nicht im Finale der besten acht Athletinnen | nicht im Finale der besten acht Athletinnen | nicht im Finale der besten acht Athletinnen | 15,26 m     |           |
| 11    | Maren Seidler               | USA            | 14,38 m    | 14,86 m    | x          | nicht im Finale der besten acht Athletinnen | nicht im Finale der besten acht Athletinnen | nicht im Finale der besten acht Athletinnen | 14,86 m     |           |
| 12    | Rosa Molina                 | Chile          | 12,85 m    | 11,89 m    | 11,94 m    | nicht im Finale der besten acht Athletinnen | nicht im Finale der besten acht Athletinnen | nicht im Finale der besten acht Athletinnen | 12,85 m     |           |
| 13    | Baek Og-ja                  | Südkorea       | 12,67 m    | 12,08 m    | 11,97 m    | nicht im Finale der besten acht Athletinnen | nicht im Finale der besten acht Athletinnen | nicht im Finale der besten acht Athletinnen | 12,67 m     |           |
| 14    | Rosario Martínez            | El Salvador    | 9,58 m     | x          | 10,18 m    | nicht im Finale der besten acht Athletinnen | nicht im Finale der besten acht Athletinnen | nicht im Finale der besten acht Athletinnen | 10,18 m     |           |
| DNS   | Mary Peters                 | Großbritannien |            |            |            |                                             |                                             |                                             |             |           |
| DNS   | Josephine de la Viña        | Philippinen    |            |            |            |                                             |                                             |                                             |             |           |

Von den Fachleuten erwartet wurde ein Duell zwischen der alten und der neuen Weltrekordlerin. Im April des Olympiajahres hatte Nadeschda Tschischowa aus der UdSSR diesen Rekord in Sotschi auf 18,67 m verbessert. Im September gelang der DDR-Stoßerin Margitta Gummel in Frankfurt (Oder) eine Steigerung auf 18,87 m. Die Leistungsdichte bei den Kugelstoßerinnen war nicht so hoch wie in den meisten anderen Disziplinen der Leichtathletik. Das zeigt das Leistungsgefälle im Ergebnis dieser Spiele und wird auch deutlich durch die Bestweite der nächsten Athletin in der Weltjahresbestenliste vor dem Wettkampf in Mexiko-Stadt. Marita Lange aus der DDR wies hier eine Weite von 17,81 m auf.
In Runde eins setzte sich Lange allerdings mit einer Steigerung auf 18,78 m an die Spitze. Damit hatte sie sich persönlich um fast einen Meter verbessert. Aber ihre Konkurrentinnen ließen sich nicht schocken. Gummel und Tschischowa folgten mit Weiten von ebenfalls deutlich über 18 Metern. Nadeschda Tschischowa konnte sich in der Folge allerdings nicht mehr verbessern und gewann damit die Bronzemedaille. Gummel steigerte sich im dritten Versuch auf die neue Weltrekordweite von 19,07 m und war damit die erste Frau, die über 19 Meter stieß. Im fünften Durchgang verbesserte sie sich noch einmal auf 19,61 m, ein Wert, den vorher kaum jemand für möglich gehalten hätte. Damit wurde Margitta Gummel Olympiasiegerin. Marita Lange gewann mit ihrer Weite aus dem ersten Versuch die Silbermedaille. Die Ergebnisse der Athletinnen auf den Plätzen vier bis sieben lagen zwischen 17,11 m und 17,72 m, die Judit Bognár aus Ungarn als Viertplatzierte erzielte.
Margitta Gummel errang den ersten deutschen Olympiasieg in dieser Disziplin.

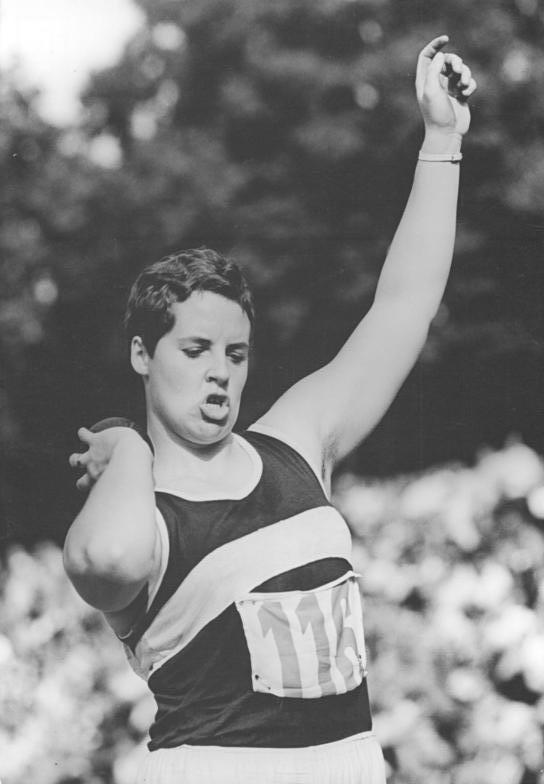
Olympiasiegerin Margitta Gummel stellte einen neuen Weltrekord auf
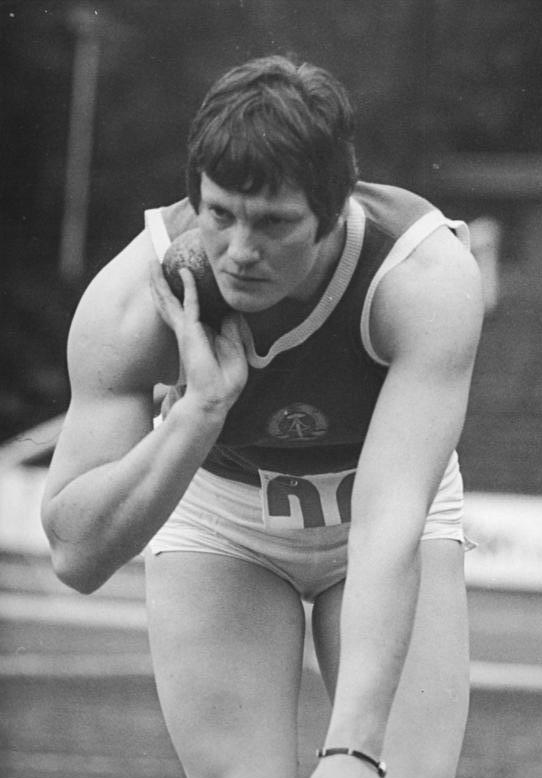
Marita Lange, Gewinnerin der Silbermedaille
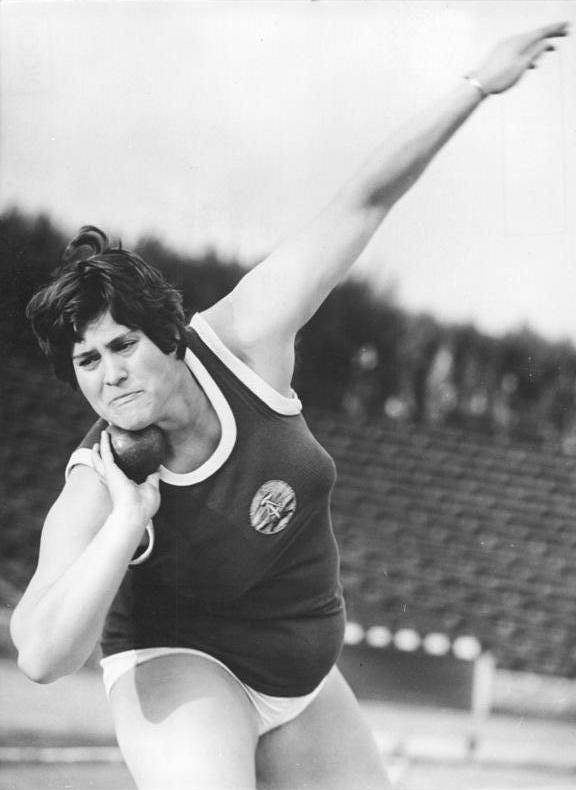
Renate Garisch-Culmberger wurde Fünfte
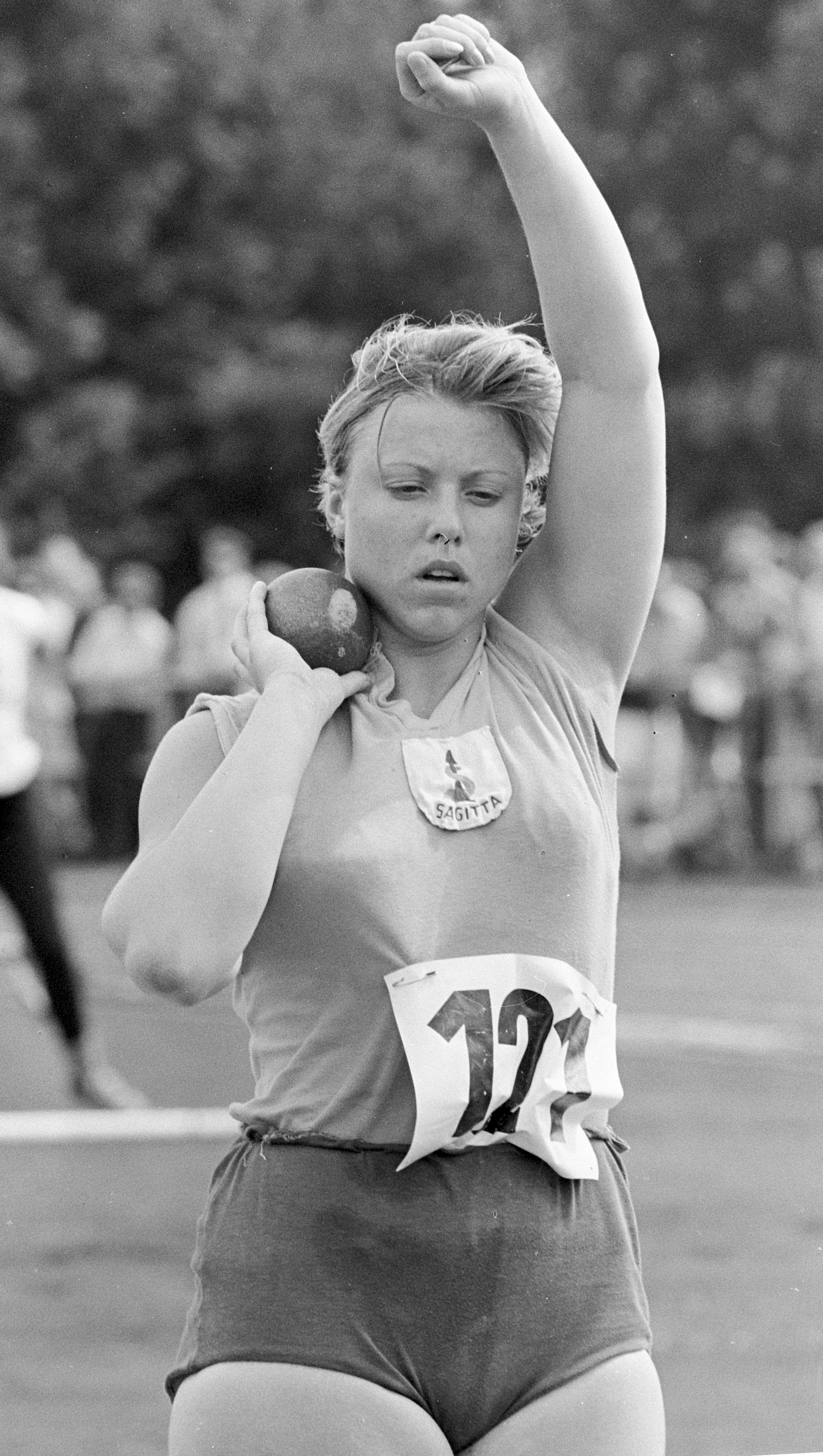
Elsemia van Noorduyn erreichte Platz acht

## Video
- women's shot put 1968 Olympics Games.flv, youtube.com, abgerufen am 12. November 2017